# 韦济耶尔
韦济耶尔（法語：Vézières，法語發音：[vezjɛʁ]）是法国新阿基坦大区维埃纳省的一个市镇，属于沙泰勒罗区。

## 地理
韦济耶尔（47°5'14"N, 0°5'59"E）面积26.31 平方千米，位于法国新阿基坦大区维埃纳省，该省份为法国中西部省份，北起曼恩-卢瓦尔省和安德尔-卢瓦尔省，西接德塞夫勒省，南至夏朗德省，东南接上维埃纳省，东临安德尔省。
与韦济耶尔接壤的市镇（或旧市镇、城区）包括：莱尔内、瑟伊、巴斯、伯克斯、布尔南、萨马尔索勒。

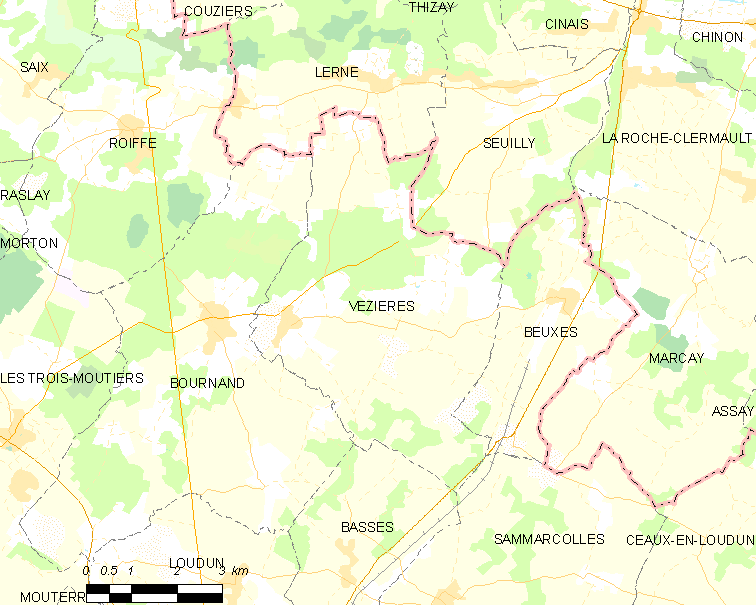
韦济耶尔的OSM定位图

韦济耶尔的时区为UTC+01:00、UTC+02:00（夏令时）。

## 行政
韦济耶尔的邮政编码为86120，INSEE市镇编码为86287。

## 政治
韦济耶尔所属的省级选区为卢丹县。

## 人口

1962-2008年间韦济耶尔人口变化图示

韦济耶尔于2022年1月1日时的人口数量为346人。